# Langenscheidt alpha 8

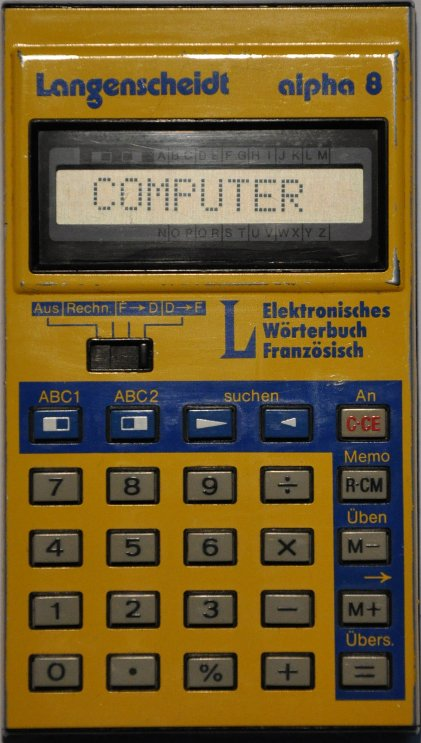
Słownik alpha 8 w wersji niemiecko-francuskiej

Langenscheidt alpha 8 – elektroniczny słownik angielsko-niemiecki i francusko-niemiecki, wydany w r. 1983 przez wydawnictwo Langenscheidt. Zawierał 8000 słów – po 4 tysiące w każdym z języków. Był pierwszym dostępnym publicznie na szeroką skalę elektronicznym słownikiem na świecie. Urządzenie wykonała firma Sharp. W momencie debiutu na rynku urządzenie kosztowało 149 marek.
Prace nad tym urządzeniem trwały pięć lat. Początkowo negocjowano z przedsiębiorstwem Siemens, jednak zrezygnowało ono, gdy okazało się, że koszt opracowania urządzenia wynosić będzie dziesięć milionów marek. Produkcję przejęła firma Sharp, oprogramowanie dostarczył Langenscheidt. W roku 1980 firma MBO usiłowała wprowadzić na rynek podobne urządzenie o pojemności 1100 pozycji leksykalnych, jednak nie odniosło ono sukcesu. Słownik zawierał 4000 pozycji leksykalnych i ukazał się w angielskiej i francuskiej wersji językowej. W obu wersjach zaopatrzony był w prostą wyszukiwarkę; po wprowadzeniu dwóch pierwszych liter umożliwiał przejrzenie wszystkich wyrazów z podanego zakresu. Urządzenie w tej wersji produkowano przez rok.

## Dane techniczne[3]
- Typ wyświetlacza – LCD
- Mikroprocesor – SC43125A, SC43176B92, SC43128A22 SC61256A26
- Wymiary – 130×77×20
- Waga 70 g[2]
- Liczba przycisków – 25
- Baterie – dwie baterie zegarkowe
- Zużycie mocy – 0,008 W